# 1st Virginia Infantry
Premier régiment d'infanterie de volontaires de Virginie
Le 1st Virginia Volunteer Infantry Regiment est un régiment d'infanterie levé dans le commonwealth de Virginie pour servir dans l'armée des États confédérés pendant la guerre de Sécession. Il s'est battu la plupart du temps avec l'armée de Virginie du Nord.

## Historique
Le 1st Virginia termine son organisation à Richmond, en Virginie (en), en mai 1861. Lors du déclenchement de la guerre, il a une dizaine de compagnies, mais en avril, trois compagnies sont détachées. Ainsi, l'unité comprend sept compagnies de Richmond et à la mi-juillet, une compagnie de Washington est ajoutée. Son premier colonel, Patrick Theodore Moore (en), est grièvement blessé le 18 juillet 1861, dans l'escarmouche à Blackburn's Ford, et le lieutenant-colonel W. H. Fry commande lors de la première bataille de Bull Run (première bataille de Manassas).

### Compagnies
Les compagnies (avec les commandants d'origine) sont les suivantes :
- Compagnie A « Richmond Grays » (gris de Richmond)[1](p128) : le capitaine W. M. Elliott – détaché à Norfolk, en Virginie, en avril, en 1861 et affecté au 12th Virginia Infantry (en) en tant que Co. G, le 31 août 1861.
- Compagnie B « Lee's Riflemen » (fusiliers de Lee - Garde de la ville de Richmond)[1](p85) : capitaine R. Harrison – capitaine J. K. Lee est tué à Blackburn's Ford le 18 juillet 1861.
- Compagnie C « Montgomery Guards » (gardes de Montgomery)[1](p101) : capitaine J. Dooley
- Co. D (Garde du vieux dominion) : capitaine J. Griswold
- Co. E (1re) (Bleus de l'infanterie légère de Richmond) : capitaine J. O. Wise – envoyé à Fredericksburg, en Virginie, et ensuite affecté à la 46th Virginia Infantry (en), avant la première bataille de Bull Run.
- Compagnie E (2e) « Washington Volunteers » (volontaires de Washington) : capitaine C. K. Sherman – Temporairement affecté au régiment au cours de la mi-juillet, et transféré au 7th Virginia Infantry (en) en tant que compagnie F en avril 1862.
- Co. F (1re) (Compagnie de Cary) : capitaine R. M. Cary – envoyé à Fredericksburg et affecté au 21st Virginia Infantry, sous le commandement du capitaine R. H. Cunningham, Jr, avant la première bataille de Bull Run.
- Compagnie F (2e) « Beauregard Rifles » (Fusiliers de Beauregard)[1](p13) : capitaine F. B. Schaeffer – Sert dans un bataillon provisoire (bataillon de Schaeffer) lors de la première bataille de Bull Run et est ensuite affecté au régiment le 23 juillet 1861. La compagnie est relevée du service le 7 septembre et est renommé en tant que compagnie C du 1st Virginia Artillery. Le 13 novembre 1861, la compagnie est libérée du service.
- Co. G (Compagnie de Gordan) : capitaine W. H. Gordan
- Co. H (1re) (Batterie d'obusiers) : Capt G. W. Randolph – au début de mai, la compagnie quitte le régiment et est agrandi pour former un bataillon de trois compagnies sous les ordres du commandant G. W. Randolph.
- Co. H (2e) (Gris de Richmond, compagnie B) : capitaine F. J. Boggs
- Co. I (Compagnie de Taylor) : capitaine W. O. Taylor
- Co. K (Fusiliers de Virginie, à un moment fusiliers allemands) : capitaine F. Miller - dissoute lorsque le régiment est réorganisé en avril 1862.
- Artillerie de Fayette : capitaine H. C. Cabell – détaché et affecté au commandement de John Magruder dans la péninsule de Virginie.
- Garde de Floyd : capitaine G. W. Chambers – affecté comme compagnie K, 2nd Virginie de l'Infanterie, avant le 30 juin 1861.
- Band : capitaine J. B. Smith – entre en service en tant que Co. I et détaché pour former une bande régimentaire de 13 pièces.
- Corps de tambour: Tambour-Major C. R. M. Pohle – 14 tambours, y compris le tambour en service avec les gris de Richmond à Norfolk. Le corps de tambour entre en service en un ensemble.

## Combats
Il combat à la première bataille de Bull Run (première bataille de Manassas) dans une brigade sous le commandement de James Longstreet et en août comptabilise 570 hommes. Durant le mois d'avril, 1862, lorsque le régiment est réorganisé, il ne contient que six compagnies. Le 1st Virginia Infantry est affecté dans la brigade d'A. P. Hill, de Kemper, et de W. R. Terry de l'armée de Virginie du Nord. Il est actif de la bataille de Williamsburg jusqu'à la bataille de Gettysburg, sauf lorsqu'il est avec Longstreet au siège de Suffolk, en Virginie.
Plus tard, l'unité participe à la capture de Plymouth, aux combats de Drewry's Bluff et de Cold Harbor, au siège de Petersburg au sud et au nord du fleuve James, et la campagne d'Appomattox. Ce régiment perd vingt-deux pour cent des 140 hommes engagés lors de la deuxième bataille de Bull Run (deuxième bataille de Manassas), a 9 blessés lors de la bataille de Fredericksburg, et a plus de la moitié de ses 209 hommes à Gettysburg mis hors combat. Ses pertes sont de 12 tués et 25 blessés à Drewry's Bluff, 1 tué et 77 blessés lors de la bataille de Five Forks, et 40 prisonniers lors de la bataille de Sayler's Creek. Seulement 17 hommes se rendent à Appomattox, le 9 avril 1865.

## Commandants
Les officiers supérieurs sont les colonels Patrick Theodore Moore (en), Franklin G. Skinner, et Lewis B. Williams, Jr; les lieutenants-colonels William H. Fry et Frank H. Langley ; et les commandants John Dooley, William P. Mumford, George F. Norton, et William H. Palmer.